# ARQ (filme)
ARQ é um filme de ficção científica americano-canadense de 2016 dirigido por Tony Elliott. Foi descoberto após ser selecionado para exibição no Festival Internacional de Cinema de Toronto do mesmo ano. O filme foi lançado na Netflix mundialmente em 16 de setembro de 2016. No longa, Robbie Amell interpreta um engenheiro cuja invenção causa um loop do tempo durante uma invasão na sua casa. Ele tenta salvar sua antiga amante, interpretada por Rachel Taylor, enquanto aprende quem o atacou e por que.

## Elenco
- Robbie Amell como Renton
- Rachael Taylor como Hannah / Mãe
- Shaun Benson como Sonny
- Gray Powell como Grimm / Pai
- Jacob Neayem como Irmão
- Adam Butcher como Cuz
- Tantoo Cardinal como O Papa
- Nicolas Van Burek como Âncora de Jornal
- Jamie Spilchuk como Mobius Common

## Enredo
Renton acorda ao lado de sua ex-amante, Hannah. Três homens invadem seu quarto e o tornam refém. Renton quebra o pescoço enquanto tenta escapar e acorda novamente no quarto onde estava no começo, só para os homens o imobilizarem mais uma vez. Ele e Hannah são levados para outro quarto e presos a cadeiras. O líder do grupo apresenta-se como Pai, identificando os outros como Sonny e Brother; Cuz morreu de eletrocução depois de tocar um grande dispositivo, o ARQ, que está na sala. O pai diz que ele representa um grupo rebelde conhecido como Bloc e exige o dinheiro de Renton, ou "scrips", de sua organização rival, a Torus Corporation. Ele dá-lhes vários minutos para cumprir o solicitado e sai do quarto com os outros para obter comida.
Renton explica para Hannah que o ARQ é uma máquina de movimento perpétuo que ele desenhou no Torus. Depois que Torus fechou o projeto como uma impossibilidade, ele o roubou. Renton acredita que os membros do Bloc estarão atrás do ARQ e não dos scrips, embora Hannah o exija a cumprir suas demandas. Depois de libertar a si mesmo e Hannah, ele é morto enquanto tentava escapar. Renton acorda ofegante, apenas para reviver o mesmo cenário. Desta vez, depois de se libertar, pede a Hannah para ajudar a envenenar os intrusos com gás cianeto. Isso falha quando Hannah se revela aliada com eles. Renton entrega os scrips, só para ser morto novamente depois que Sonny o atira.
Depois de reviver, Renton pergunta a Hannah sobre seu passado. Ela diz que ficou ressentida com Renton depois que a abandonou a Torus, que a torturou. Renton diz que nunca desistiu de procurá-la depois que ele escapou. Embora não confie em Hannah, Renton a liberta. Eles elaboram um acordo onde dividirão os scrips depois de usarem o gás cianeto para forçar o Pai e seu grupo a parar. Renton renegue sobre o negócio, exigindo que Hannah abandone o Bloc e venha com ele. Ela se recusa e acidentalmente atira em Renton durante uma briga. Renton e Hannah acordam na cama; Desta vez, ambos recordam os acontecimentos. Quando Renton diz que o ARQ está causando um loop de tempo, Hannah insiste em dar a tecnologia ao Bloc. Eventualmente, Sonny revela-se como um mercenário da Torus e mata todos.
Quando acordam, Renton e Hannah concordam que devem manter o ARQ de Torus, embora Renton exprima a desconfiança no Bloc. Eles convencem o Pai a ajudá-los, mas Sonny atira nele e bate em Irmão, deixando-o inconsciente. Depois de matar Sonny, Renton aplica primeiros socorros ao Pai. Ele morre depois que o Irmão atira nele, sem perceber que Sonny é o responsável. Acontece a próxima iteração, Sonny torna-se consciente do ciclo de tempo e imediatamente mata Pai e Irmão. Renton teoriza o ARQ está em looping no mesmo período de três horas devido à falta de energia. Em vez de produzir energia ilimitada, suas células de combustível são reabastecidas após cada loop. Quando Sonny os domina, Renton se sacrifica para impedir Sonny de adquirir o ARQ.
Na próxima iteração, Sonny salva a vida de Cuz, então mata Pai e Irmão. Renton e Hannah vencem Sonny e Cuz com o cianeto. Antes de morrer, Sonny usa o pool de sangue de cada outro cadáver (incluindo Cuz, quem ele mata) para montar uma armadilha. Depois de argumentar para não destruir a máquina, Hannah é eletrocutada quando acidentalmente pisa a armadilha de Sonny. Renton considera brevemente a destruição do ARQ, mas permite que a próxima iteração comece. Ele admite que estava errado e oferece o ARQ ao Bloc. Pai, que agora está ciente do ciclo de tempo, e Irmão concordam em trabalhar com Hannah e Renton; No entanto, Sonny e Cuz tomam todos como reféns. Depois que Sonny força Renton a desativar a máquina, o pai e o irmão morrem na confusão de um apagão. Renton e Hannah escapam brevemente mas retornam uma vez que realizam que o laço do tempo é localizado à casa.
Depois que eles matam Cuz, revelou ser um torturador para Torus, Sonny reinicia o ARQ, só para ser morto. Uma mensagem de vídeo interrompida e os logs do ARQ revelam um segundo loop de tempo externo: cada nove loops de tempo formam seu próprio loop no qual suas memórias são redefinidas. Sem saber, eles repetiram os mesmos nove loops milhares de vezes. Percebendo que estão em seu nono loop, Renton e Hannah deixam uma mensagem desesperada para si mesmos, esperando que as iterações futuras possam obter o ARQ para o Bloc antes que os reforços de Torus cheguem. Depois de um robô invade a casa e os mata, Hannah acorda com um suspiro.

## Produção
O conceito remonta a 2008, antes do trabalho do escritor e diretor Tony Elliott na série de televisão Orphan Black; Os criadores do programa o contrataram com base em seu roteiro não produzido. O script já tinha começado mas permaneceu em development hell por anos. Depois que os direitos foram revertidos de volta para Elliott, a Netflix entrou em contato com seu produtor e se ofereceu para produzi-lo. Em janeiro de 2016, foi anunciado que a Netflix iria produzir e distribuir o filme. Mason Novick, John Finemore, Kyle Franke e Nick Spicer produziram o filme sob a Lost City e a XYZ Films. No mesmo mês, foi anunciado que Robbie Amell e Rachael Taylor tinham sido escalados para o filme.
As filmagens tiveram lugar em Toronto durante 19 dias. Elliot citou o orçamento em "menos de 2 milhões de dólares".

## Lançamento
O filme teve sua estreia mundial no Festival Internacional de Cinema de Toronto no dia 9 de setembro de 2016. O filme foi lançado pelo serviço da Netflix em 16 de setembro de 2016.

## Recepção
John DeFore, do The Hollywood Reporter, chamou-o de "um pequeno e complicado twister de tempo que aproveita ao máximo seus recursos limitados", comparando-o com Feitiço do Tempo e No Limite do Amanhã em seu conceito. DeFore escreveu que o filme lança muitas novas rugas em seu enredo, fazendo com que os espectadores acabem por parar de tentar prever as ações dos personagens. A respeito do clímax do filme, DeFore disse que "surpreendentemente, dado quantas viagens no tempo se desmoronam em um emaranhado lógico em torno deste ponto, ARQ sabe como envolver seus paradoxos de uma maneira que dificilmente podemos criticar".